# Twierdzenie Dieudonnégo-Grothendiecka
Twierdzenie Dieudonnégo-Grothendiecka – twierdzenie charakteryzujące ograniczone miary wektorowe określone na σ-ciałach. Nazwa twierdzenia pochodzi od nazwisk matematyków: Jeana Dieudonnégo i Alexandra Grothendiecka.

## Twierdzenie
Niech {\displaystyle {\mathcal {A}}} będzie σ-ciałem podzbiorów pewnego zbioru {\displaystyle \Omega ,} {\displaystyle X} będzie przestrzenią Banacha oraz niech {\displaystyle \Gamma \subseteq X^{*}} będzie podzbiorem przestrzeni sprzężonej, którego elementy rozdzielają punkty w {\displaystyle X.} Jeżeli {\displaystyle \nu } jest taką funkcją rzeczywistą na {\displaystyle {\mathcal {A}},} że dla każdego {\displaystyle x^{*}\in \Gamma } złożenie {\displaystyle x^{*}\circ \nu } jest ograniczoną i skończenie addytywną funkcją zbiorów, to {\displaystyle \nu } jest miarą wektorową o ograniczonym półwahaniu.

## Dowód
Z założenia, że funkcjonały w {\displaystyle \Gamma } rozdzielają punkty w {\displaystyle X} wynika, że {\displaystyle \nu } jest miarą wektorową. By wykazać, że {\displaystyle \nu } jest ograniczona, używając twierdzenia Nikodyma o ograniczoności, wystarczy udowodnić, że dla każdego funkcjonału {\displaystyle x^{*}\in X^{*}} złożenie {\displaystyle x^{*}\circ \nu } jest ograniczoną funkcją zbiorów. Niech
{\displaystyle M=\{x^{*}\in x^{*}\colon \|x^{*}\circ \nu \|_{1}(\Omega )<\infty \},}
gdzie {\displaystyle \|\cdot \|_{1}} oznacza wahanie miary. Zbiór {\displaystyle M} jest podprzestrzenią liniową przestrzeni {\displaystyle X^{*}.} Z założenia, {\displaystyle \Gamma \subseteq M,} a więc podprzestrzeń {\displaystyle M} jest gęsta w {\displaystyle X^{*}} w *-słabej topologii. Na mocy twierdzenia Krejna-Szmuljana wystarczy pokazać, że zbiór
{\displaystyle M_{1}=M\cap \{x^{*}\in x^{*}\colon \|x^{*}\|\leqslant 1\}}
jest *-słabo domknięty, gdyż wówczas cała przestrzeń {\displaystyle M} będzie taka, a ponieważ jest ona *-słabo gęsta, {\displaystyle M=X^{*}.}
Niech {\displaystyle A\in {\mathcal {A}}.} Wówczas
{\displaystyle \sup _{x^{*}\in M_{1}}|(x^{*}\circ \nu )(A)|\leqslant \|\nu (A)\|<\infty .}
Z twierdzenia Nikodyma o ograniczoności wynika, że
{\displaystyle \sup _{x^{*}\in M_{1}}\sup _{A\in {\mathcal {A}}}|(x^{*}\circ \nu )(A)|=C<\infty .}
Niech {\displaystyle (x_{\alpha }^{*})} będzie siecią elementów zbioru {\displaystyle M_{1}} zbieżną *-słabo do pewnego funkcjonału {\displaystyle x^{*}\in X^{*}.} Wówczas {\displaystyle \|x^{*}\|\leqslant 1.} Ponadto
{\displaystyle |(x^{*}\circ \nu )(A)|=\lim _{\alpha }|(x_{\alpha }^{*}\circ \nu )(A)|\leqslant C}
dla wszystkich {\displaystyle A\in {\mathcal {A}}.} Oznacza to, że
{\displaystyle \|x^{*}\circ \nu \|_{1}(\Omega )<\infty ,}
tj. {\displaystyle x^{*}\in M_{1}}.